# 彰南國民運動中心
彰南國民運動中心，是彰化縣第2座運動中心，位於員林市184重劃區公16用地內（明倫段353～354地號），為一座地下1層、地上4層的建築物，於2017年11月24日舉行動工典禮並於2021年2月27日由凱格大巨蛋運動股份有限公司營運並於2025年4月30日提前終止合約，目前由彰化縣政府自2025年5月1日起委託頡承運動發展股份有限公司短期經營。
本案計畫興建地上4層，地下1層，總樓地板13,450㎡，配置50米游泳池、羽球場（兼溜冰場）、體適能教室、飛輪教室、韻律教室及綜合球場等空間，未來開發完成將可提昇大員林地區居民生活品質，提暢運動風氣。

## 樓層規劃
地下一樓：大廳、停車場31輛車、配電室、發電機房、室內溫水游泳池(含SPA池、烤箱、蒸汽室、淋浴間等)。
一樓：門廳、地面停車場65輛車、販賣部、游泳池挑高等。
二樓：羽球場、溜冰場、桌球場、多功能教室、社區教室、行政辦公室等。
三樓：體適能中心、飛輪教室、球場挑高等。四樓：韻律教室、綜合球場(籃球場)、露台等。